# الجرف (الصوافي)

تعديل مصدري - تعديل

الجرف محلة تابعة لقرية الصوافي، التابعة لعزلة حقين بمديرية حزم العدين إحدى مديريات محافظة إب في الجمهورية اليمنية، بلغ تعداد سكانها 56 حسب تعداد اليمن لعام 2004.